# Nürburgring Südschleife
De Nürburgring Südschleife (zuidelijke lus) was een Duits circuit dat in 1927 tegelijk met de bekende Nürburgring Nordschleife (noordelijke lus) werd gebouwd.
De lay-outs "Südschleife" en "Nordschleife" kwamen samen bij "Start und Ziel" (start/finish), en konden daarom worden gereden als één circuit dat 28,265 km lang was. Races werden alleen op de gecombineerde baan gehouden tot 1931. De Südschleife werd gebruikt voor de ADAC Eifelrennen van 1928 tot 1931 en van 1958 tot 1968, alsmede voor de Eifelpokal en andere kleinere races.
De Südschleife werd zelden meer gebruikt nadat de Nordschleife in 1970 en 1971 werd herbouwd en verdween door de bouw van het huidige Nürburgringcircuit in het begin van de jaren '80. 

## Beschrijving van het circuit

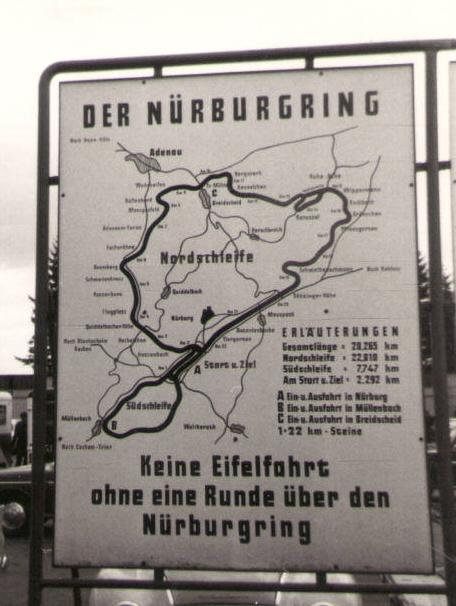
Bord uit 1964 met het gecombineerde circuit

Het gemeenschappelijke start/finish-gebied van het Nürburgring-complex bestond uit twee rug-aan-rug gelegen rechte stukken die aan het zuidelijke uiteinde met elkaar verbonden waren door een nauwe lus. De ingang van de 7,747 km lange Südschleife lag aan de buitenrand van deze haarspeldbocht en werd aangegeven als de weg naar Bonn. Het ging meteen scherp bergafwaarts en onder een openbare weg door, voordat het door een zwaar bebost gedeelte kronkelde.
Strakke bochten maakten al snel plaats voor snelle afdalingen met vloeiende bochten, totdat de weg aan de rand van de nabijgelegen stad Müllenbach een scherpe bocht naar rechts maakte in noordelijke richting en aan een lange klim naar boven begon.
Aan het einde van dit traject kwam een haarspeldbocht naar rechts die leidde naar een lange bocht naar links onderaan een heuvel. Deze leidde naar het rechte stuk van het start/finishgebied. Op dit punt was het mogelijk om verder te gaan op de Nordschleife of twee scherpe bochten naar rechts te nemen om weer op het rechte stuk van de start te komen.
Op foto's van het circuit in gebruik is te zien dat bomen en heggen op veel plaatsen niet werden gesnoeid, maar tot aan de baan mochten groeien. Hoewel de Nordschleife weinig uitloopstroken had, lijkt de Südschleife helemaal geen uitloopstroken te hebben gehad, wat waarschijnlijk een factor was bij de keuze van het circuit voor grote evenementen.

## Resterende secties
Het huidige Grand Prix-circuit vereiste de volledige verwijdering van het start/finishgebied, maar op een punt rond één kilometer lang in de Südschleife volgt nu een moderne openbare weg het traject, hoewel de bochten versoepeld zijn en de begroeiing niet meer zo dicht bij de weg komt als toen het circuit open was.
Deze openbare weg loopt door tot in de stad Müllenbach, maar verlaat de route van het oude circuit aan de rand van de stad. Van de beroemde bochten daar is niets meer over.
De weg naar boven bestaat nog steeds en wordt soms gebruikt om toegang te geven tot parkeerplaatsen voor het Grand Prix-circuit. De lagere delen worden niet meer onderhouden.
Overgebleven delen, en de parkeerplaatsen, worden nog steeds gebruikt voor wedstrijden. De Keulen-Ahrweiler Rally gebruikt de Südschleife vaak in wedstrijdverband.

## Galerij

Nürburgring Gesamtstrecke, gecombineerd circuit Nord- en Südschleife gebruikt in 1927, 1928 en 1929
Nürburgring Südschleife, gebruikt voor een Formule 2 race in 1960